# Louis Martin (Schwimmer)
Louis Martin (* 1875; † unbekannt) war ein französischer Schwimmer und Wasserballspieler.
Im Jahr 1900 ging er bei den Olympischen Spielen in Paris beim Schwimmen und beim Wasserball an den Start.
In den Disziplinen 200 m Freistil und 1000 m Freistil verpasste Martin die Medaillenränge und erreichte nur Rang 9 bzw. 5. Mehr Erfolg hatte er dagegen in den Disziplinen 4000 m Freistil und 200 m Mannschaft, in denen er jeweils die Bronzemedaille holte.
Auch im Wasserball gewann Martin – zusammen mit Teamkollegen seines Vereins Pupilles de Neptune de Lille – nach einem 3:2-Sieg gegen das Deutsche Reich im Viertelfinale und einer 1:10-Niederlage gegen Großbritannien im Halbfinale die Bronzemedaille.